# Békéscsaba Raptors 2014
Questa voce raccoglie le informazioni riguardanti i Békéscsaba Raptors nelle competizioni ufficiali della stagione 2014.

## Divízió I 2014

### Stagione regolare
| 5 aprile 2014 1ª giornata | Dunaújváros Gorillaz | 23 – 6 | Békéscsaba Raptors |  |

| 19 aprile 2014 3ª giornata | Békéscsaba Raptors | 28 – 38 | Budapest Titans |  |

| 17 maggio 2014 5ª giornata | Békéscsaba Raptors | 14 – 31 | Miskolc Steelers |  |

| 15 giugno 2014 8ª giornata | Újpest Bulldogs | 20 – 0 (a tavolino) | Békéscsaba Raptors |  |

### Playoff
| 2014 Wild Card | Budapest Titans | 43 – 28 | Békéscsaba Raptors |  |

## Statistiche di squadra
| Competizione      | %Vittorie | In casa | In casa | In casa | In casa | In casa | In casa | In trasferta | In trasferta | In trasferta | In trasferta | In trasferta | In trasferta | Totale | Totale | Totale | Totale | Totale | Totale |
| Competizione      | %Vittorie | G       | V       | N       | P       | Pf      | Ps      | G            | V            | N            | P            | Pf           | Ps           | G      | V      | N      | P      | Pf     | Ps     |
| ----------------- | --------- | ------- | ------- | ------- | ------- | ------- | ------- | ------------ | ------------ | ------------ | ------------ | ------------ | ------------ | ------ | ------ | ------ | ------ | ------ | ------ |
| Stagione regolare | .000      | 2       | 0       | 0       | 2       | 42      | 69      | 2            | 0            | 0            | 2            | 6            | 43           | 4      | 0      | 0      | 4      | 48     | 112    |
| Playoff           | .000      | 0       | 0       | 0       | 0       | 0       | 0       | 1            | 0            | 0            | 1            | 28           | 43           | 1      | 0      | 0      | 1      | 28     | 43     |
| Totale            | .000      | 2       | 0       | 0       | 2       | 42      | 69      | 3            | 0            | 0            | 3            | 34           | 86           | 5      | 0      | 0      | 5      | 76     | 155    |